# الفساد في رومانيا
في الآونة الأخيرة، تقلصت نسبة الفساد في رومانيا. على وجه التحديد، بدءًا من العام 2014، بذلت رومانيا جهودًا كبيرة لمكافحة الفساد تضمنت إطلاق المديرية الوطنية لمكافحة الفساد حملاتِ تحقيق وملاحقات قضائية للمسؤولين السياسيين، والقضائيين، والإداريين من المستويين المتوسط والعالي. في العام 2002، أسست الحكومةُ الرومانية المديريةَ الوطنية لمكافحة الفساد للتحقيق في الانتهاكات المتعلقة بالفساد على المستويين المتوسط والعالي ومقاضاة الضالعين فيها، وصيغت المديرية على نموذج مستوحىً من مؤسسات مماثلة في النرويج، وبلجيكا، وإسبانيا. في العام 2021، صرح إيدريان زاكرمان، سفير الولايات المتحدة في رومانيا أنه قد «ترسّخت سيادة القانون في رومانيا». منذ العام 2022، تحسنت فعالية التحقيق مع المسؤولين رفيعي المستوى الضالعين في الفساد ومعاقبتهم. وشمل ذلك متابعة قضايا كانت معلقة لسنوات لأسباب إجرائية.
نظرًا لنجاحها في معالجة قضايا الفساد أثناء رئاستها للمديرية الوطنية لمكافحة الفساد في رومانيا في الفترة بين الأعوام 2013 و2018، عُيّنت المدعية العامة الرومانية لاورا كودروتسا كوفيتشي أول رئيسة للنيابة العامة للاتحاد الأوروبي.

## خلفية
بعد سقوط النظام الشيوعي في العام 1989، طبّقت رومانيا سلسلة من الإصلاحات القضائية بهدف مواكبة معايير الاتحاد الأوروبي. على سبيل المثال، أنشئت المديرية الوطنية لمكافحة الفساد في العام 2002، والتي عملت على المتابعة القضائية لحالات فساد المسؤولين رفيعي المستوى. منذ انضمامها إلى الاتحاد الأوروبي، حسّنت رومانيا من الشفافية والمساءلة في القطاع العام، ولا ينفي ذلك استمرار وجود بعض أوجه القصور.
في العام 2012، عبّرت المفوضية الأوروبية عن مخاوفها بشأن سيادة القانون في رومانيا، في إشارةٍ إلى الصراع على السلطة بين رئيس الوزراء فيكتور بونتا والرئيس ترايان باسيسكو، والذي تسبّب بما أُطلق عليه الأزمة السياسية للعام 2012. وانتقدت المفوضيةُ رومانيا لإخفاقها في القضاء على الفساد ضمن دوائر الدولة. بعد عام واحد، أقر مجلس النواب بدون مناقشة برلمانية عدة تعديلات مثيرة للجدل على القانون الجنائي لرومانيا، بما في ذلك عدم اعتبار رئيس البلاد، وأعضاء مجلس الشيوخ، وأعضاء مجلس النواب، والمحامين «موظفين حكوميين». ونتيجة لذلك، أمكن لأصحاب تلك المناصب الاستفادة من المصالح المخالفة للقانون، دون مساءلةٍ عن إساءة استخدام المنصب، أو الرشوة، أو تعارُض المصالح، أو غيرها من جرائم الفساد. تعرضت التعديلات لانتقادات شديدة من أحزاب المعارضة الرومانية والزعماء الأوروبيين، واعتبرت المحكمة الدستورية الرومانية هذه الخطوة أنها غير دستورية. في نهاية الأمر، أُلغيت التغييرات المقترحة على القانون الجنائي بسبب الاحتجاجات المدنية واسعة النطاق في العام 2017.
منذ العام 2014، أطلقت المديرية الوطنية لمكافحة الفساد حملةً لمكافحة الفساد، وأسفرت عن اعتقال العديد من كبار المسؤولين في الحكومة، وقطاع الأعمال، والقضاة والمدعين العامين كذلك.
في العام 2016، نفذت رومانيا التوجيهات المنقّحة للاتحاد الأوروبي بخصوص المشتريات الحكومية من خلال إصدار قوانين جديدة لتحسين عمليات الاشتراء الحكومية وجعلها أكثر شفافية. تتمتع الوكالة الوطنية للمشتريات الحكومية بسلطة الإشراف العام على المشتريات، ولها سلطة سنّ التشريعات، إنما تحتفظ الجهات المشترية بصلاحية اتخاذ قرارات الشراء. بموجب القانون يتوجب على مؤسسات الدولة، والمستفيدين من القطاعين العام والخاص من تمويلات الاتحاد الأوروبي، يتوجب عليهم الالتزام بتشريعات المشتريات العامة واستخدام نظام المشتريات الإلكترونية. كما يجب أن تلتزم المشتريات القطاعية، بما في ذلك الشركات الخاصة في مجالات الطاقة والنقل، بقوانين المشتريات العامة وتقديم العروض عبر موقع الشراء الإلكتروني. في أبريل 2021، ذكر التقرير القُطري للاتحاد الأوروبي عن رومانيا، والذي اشتمل على بيانات تتعلق بنظام المشتريات الحكومية في رومانيا للفترة بين 2018 – 2020، ذكر أن التطبيق العملي لحلول المشتريات العامة القائمة على الابتكار ما يزال تحديًا.
شهِد مارس من العام 2022 تنفيذ رومانيا 12 التزامًا من خطة عملها للأعوام 2020 – 2022. تضمنت خطة العمل هذه الالتزامات المتعلقة بالمساحة للمجتمع المدني، والمشاركة، والاستشارة، والخدمات الاجتماعية، ومكافحة الفساد، والشفافية المالية، والعدالة والنزاهة، والمساءلة الصحية والاجتماعية، والحدّ من البيروقراطية، والبيانات المفتوحة.

## حريق نادي كوليكتيف والاحتجاجات
فيما يتعلق بالفضائح، ذُكِر الفساد باعتباره واحدًا من عدة مسبباتٍ أدت إلى اندلاع الاضطرابات المدنية في الفترة ما بين 2012 – 2015، والاحتجاجات الرومانية في العام 2015 التي أعقبت حريق نادي كوليكتيف الليلي، واحتجاجات العام 2017. منذ حريق نادي كوليكتيف الليلي، تعامل المجتمع المدني الروماني بحساسية شديدة مع قضايا الفساد في المستويات السياسية، في كل من البرلمان والحكومة.

## الإفصاح عن الأصول والمصالح
في رومانيا، أصبح التقديم الإلكتروني للإفصاح عن الأصول والمصالح إلزاميًا منذ يناير 2022، بالرغم من وجود بعض العقبات فيما يتعلق بالتحقق الفعّال من صحة البيانات المقدمة.

## إحصائيات
وفقًا لمؤشر مدركات الفساد السنوي الصادر عن منظمة الشفافية الدولية، اعتبارًا من العام 2021، صُنّفت رومانيا على أنها الدولة رقم 66 للدول الأقل فسادًا على المؤشر. يضع مؤشر مدركات الفساد 180 دولة على مقياس من 0 («فاسد للغاية») إلى 100 («نزيه للغاية») ثم يصنف الدول حسب النقاط. تُعتبر الدولة التي تأتي في المرتبة الأولى بأنها تتمتع بأعلى مستوى من النزاهة في القطاع العام. تأتي رومانيا في المرتبة رقم 66 للعام 2021 لتحقيقها الدرجة 45. للمقارنة، فأفضل درجة هي 88 (المرتبة 1)، وأسوأ درجة هي 11 (المرتبة 180). في السنوات الأخيرة، تحسن تصنيف رومانيا من المرتبة 69 في العام 2020 إلى المرتبة 70 في العام 2019، إذ سجلت 44 نقطة في كلا العامين.
في تقرير مكافحة الفساد الصادر عن الاتحاد الأوروبي للعام 2014، ترجّح إفادة 57% من الرومانيين أنهم متأثرون شخصيًا بالفساد (وهي نسبة مساوية لنسبة قبرص).

## جهود مكافحة الفساد
في العام 2014، أدانت المديرية الوطنية لمكافحة الفساد 1,138 مسؤولًا حكوميًا. وكان من بينهم سياسيون، وقضاة، ومدعون عامون، ورجال أعمال.
في العام 2015، زاد عدد القضايا المرفوعة ضد السياسيين ورجال الأعمال رفيعي المستوى الضالعين في الفساد ليشمل 1,250 شخصًا إضافيًا، وخلّف ذلك تأثيرًا اجتماعيًا كبيرًا. من بين المُدانين كان رئيس الوزراء فيكتور بونتا، و5 وزراء، و21 نائبًا في البرلمان. على مدار العام، صدر 970 حُكمًا قضائيًا نهائيًا بالإدانة، ووصل مبلغ التعويضات المحصَّلة إلى 194.37 مليون يورو.
في العام 2016، قُدم 1,270 شخصًا إضافيًا للمحاكمة. شمل ذلك 3 وزراء، و17 نائبًا برلمانيًا، و47 رئيس بلدية، و16 قاضيًا و21 مديرًا تنفيذيًا. وزاد مبلغ التعويضات المستردة إلى 226 مليون يورو.
وفي العام 2017، وُجّهت الاتهامات بالفساد إلى 997 شخصًا إضافيًا، وأدانتهم المديرية الوطنية لمكافحة الفساد. كان من أولئك الرئيس السابق لمجلس النواب، و6 نواب في البرلمان، و3 وزراء، و49 رئيس بلدية، و6 قضاة، و11 مديرًا تنفيذيًا. انخفض مبلغ التعويضات المستردة إلى 159.5 مليون يورو.
في يناير 2017، وبصورة سريعة عدّلت الحكومة المعينة حديثًا القانون الجنائي وقانون الإجراءات الجنائية كوسيلة لمعالجة مشكلة الاكتظاظ في السجون. اتهم المعارضون الحكومة بتعديل القوانين بهدف إلغاء تجريم الفساد السياسي، وإطلاق سراح سياسيين سابقين من السجن دون عقاب، وإسقاط الاتهامات ووقف التحقيقات مع المسؤولين الحاليين. وبعد 24 ساعة، شهدت البلاد أكبر احتجاج منذ سقوط الشيوعية، إذ عبّر 300,000 مدني عن معارضتهم لإجراءات الحكومة أمام قصر فيكتوريا.
في فبراير 2017، شهدت الاحتجاجات حضورًا غير مسبوقٍ، إذ بلغ عدد المحتجين 500,000 شخص. وأسفرت إجراءات مكافحة الفساد التي اتخذها المدنيون عن سحب مشاريع القوانين واستقالة وزير العدل آنذاك. منذ ذلك الحين، أصبحت الاحتجاجات التي تضمّ مئات الآلاف من الرومانيين وسيلةً لمعالجة الفساد داخل الحكومة. وفقًا للبرنامج الإطاري السابع للمفوضية الأوروبية، فإن «دعم منظمات المجتمع المدني للنزاهة، والمساءلة، والشفافية قد أسهم بصورة فعالة في تراجع الفساد».